# Gruppo Sportivo BPD Colleferro 1955-1956
Questa pagina raccoglie i dati riguardanti la Gruppo Sportivo B.P.D. Colleferro nelle competizioni ufficiali della stagione 1955-1956.

## Stagione
Nella stagione 1955-1956 il Colleferro disputa il suo quinto campionato di Serie C, che si rileverà il peggiore, infatti a fine stagione sarà solo quindicesimo in classifica.
Ancora una volta al comando della squadra c'è Guido Masetti arrivato al Colleferro nel corso della precedente stagione ed esonerato alla ventinovesima giornata, al suo posto arriva Fosco Risorti.
A seguito del Caso Piacenza, la lega farà disputare uno spareggio straordinario tra Colleferro e Pavia per reintegrare l'organico della Serie C della stagione successiva. E, proprio il Colleferro sarà la squadra a dover tornare in IV Serie.

## Rosa
Rosa del Colleferro alla fine della stagione 1955-1956
| N. |                   | Ruolo | Calciatore           |
| -- | ----------------- | ----- | -------------------- |
| 1  | Italia (bandiera) | P     | Silvano Piancastelli |
| 2  | Italia (bandiera) | D     | Carlo Garzia         |
| 3  | Italia (bandiera) | D     | Renato Ricci         |
| 4  | Italia (bandiera) | D     | Egidio Guarnacci (C) |
| 5  | Italia (bandiera) | D     | Mario Schiuma        |
| 6  | Italia (bandiera) | C     | Sergio Pellegrini    |
| 8  | Italia (bandiera) | C     | Giuseppe Giannone    |
| 10 | Italia (bandiera) | C     | Noris Scamos         |
| 11 | Italia (bandiera) | A     | Andrea Caslini       |
| 12 | Italia (bandiera) | A     | Maurizio Natali      |
| 13 | Italia (bandiera) | C     | Piero Biglino        |

| N. |                   | Ruolo | Calciatore       |
| -- | ----------------- | ----- | ---------------- |
| 15 | Italia (bandiera) | C     | Sergio Brusadin  |
| 16 | Italia (bandiera) | P     | Franco Filippi   |
| 20 | Italia (bandiera) | P     | Bruno Furlan     |
| 21 | Italia (bandiera) | C     | Luigi Marozza    |
| 22 | Italia (bandiera) | C     | Antonio Morè     |
| 23 | Italia (bandiera) | C     | Faliero Mucci    |
| 24 | Italia (bandiera) | A     | Marcello Muzi    |
| 25 | Italia (bandiera) | D     | Bruno Quaglia    |
| 27 | Italia (bandiera) | D     | Sante Renzetti   |
| 28 | Italia (bandiera) | C     | Luciano Torri    |
| 29 | Italia (bandiera) | C     | Leopoldo Olevano |
| 30 | Italia (bandiera) | A     | Vittorio Varutto |

## Calciomercato

### Sessione estiva
| Acquisti | Acquisti             | Acquisti    | Acquisti   |
| R.       | Nome                 | da          | Modalità   |
| -------- | -------------------- | ----------- | ---------- |
| P        | Franco Filippi       | Ternana     | Definitivo |
| P        | Bruno Furlan         | Sora        | Definitivo |
| C        | Egidio Guarnacci     | Roma        | Prestito   |
| C        | Antonio Morè         | Salernitana | Definitivo |
| C        | Sergio Pellegrini    | Roma        | Definitivo |
| A        | Marcello Muzi        | Roma        | Definitivo |
| P        | Silvano Piancastelli | Roma        | Definitivo |
| A        | Noris Scamos         | Pisa        | Definitivo |
| C        | Luciano Torri        | Catania     | Definitivo |

## Risultati

### Serie C

#### Girone di andata
| Colleferro 18 settembre 1955 1º Giornata | B.P.D. Colleferro | 0 – 0 | Catanzaro | Stadio Maurizio Natali\| Arbitro: \| Caputo \| |
| Arbitro:                                 | Caputo            |       |           |                                                |

| Colleferro 25 settembre 1955 2º Giornata | B.P.D. Colleferro            | 0 – 0 | Siracusa | Stadio Maurizio Natali\| Arbitro: \| De Robbio (Torre Annunziata) \| |
| Arbitro:                                 | De Robbio (Torre Annunziata) |       |          |                                                                      |

| Arbitro: | Butti |

|                   |           |         |
| Martino Gennari . | Marcatori | Varutto |

| Arbitro: | Guidi |

|         |           |           |
| Bernini | Marcatori | Guarnacci |

| Colleferro 16 ottobre 1955 5º Giornata | B.P.D. Colleferro | 0 – 0 | Pavia | Stadio Maurizio Natali\| Arbitro: \| Annoscia \| |
| Arbitro:                               | Annoscia          |       |       |                                                  |

| Arbitro: | Gambarotta |

|         |           |  |
| Gnecchi | Marcatori |  |

| Arbitro: | Fornari |

|  |           |       |
|  | Marcatori | Cinel |

| Arbitro: | Migliorini |

|           |           |         |
| Guarnacci | Marcatori | Longoni |

| Arbitro: | Natalini |

|           |           |  |
| Scroccaro | Marcatori |  |

| Arbitro: | Campana |

|         |           |  |
| Colombo | Marcatori |  |

| Arbitro: | Butti |

|             |           |  |
| Bimbi aut.’ | Marcatori |  |

| Arbitro: | Annoscia |

|       |           |          |
| Cioni | Marcatori | Brusadin |

| Arbitro: | Mori |

|                           |           |                       |
| Florit Carminati Mazzocco | Marcatori | Toscani aut.’ Schiuma |

| Colleferro 8 gennaio 1956 14º Giornata | B.P.D. Colleferro | 0 – 0 | Sanremese | Stadio Maurizio Natali\| Arbitro: \| Lavi \| |
| Arbitro:                               | Lavi              |       |           |                                              |

| Arbitro: | Guidi |

|                                  |           |          |
| Padon Guidazzi Di Fraia Rimbaldo | Marcatori | Brusadin |

| Arbitro: | Campagna |

|         |           |            |
| Bertola | Marcatori | Taffarello |

| Arbitro: | Guidi |

|                |           |                         |
| Scamos Varutto | Marcatori | Loranzi Bolognesi Colla |

#### Girone di ritorno
| Arbitro: | Scavi |

|  |           |                |
|  | Marcatori | Scamos Caslini |

| Arbitro: | De Robbio (Torre Annunziata) |

|                           |           |          |
| Nattino Zucchini Radaelli | Marcatori | Brusadin |

| Arbitro: | Grignani |

|                          |           |                 |
| Toscani Varutto Brusadin | Marcatori | Bicicli Gennari |

| Arbitro: | Savio |

|                |           |  |
| Scamos Gaslini | Marcatori |  |

| Arbitro: | Ubezio |

|        |           |         |
| Bodini | Marcatori | Toscani |

| Arbitro: | Baldassarre |

|         |           |              |
| Caslini | Marcatori | Novali Gotti |

| Cremona 25 marzo 1956 24º Giornata | Cremonese | 0 – 0 | B.P.D. Colleferro | Stadio Giovanni Zini\| Arbitro: \| Gestro \| |
| Arbitro:                           | Gestro    |       |                   |                                              |

| Vigevano 1º aprile 1956 25º Giornata | Vigevano   | 0 – 0 | B.P.D. Colleferro | Stadio Dante Merlo\| Arbitro: \| Migliorini \| |
| Arbitro:                             | Migliorini |       |                   |                                                |

| Colleferro 8 aprile 1956 26º Giornata | B.P.D. Colleferro | 0 – 0 | Venezia | Stadio Maurizio Natali\| Arbitro: \| Famulari \| |
| Arbitro:                              | Famulari          |       |         |                                                  |

| Arbitro: | Migliorini |

|        |           |  |
| Scamos | Marcatori |  |

| Arbitro: | Canepa |

|  |           |        |
|  | Marcatori | Scamos |

| Colleferro 6 maggio 1956 29º Giornata | B.P.D. Colleferro | 0 – 0 | Piombino | Stadio Maurizio Natali\| Arbitro: \| Natalini \| |
| Arbitro:                              | Natalini          |       |          |                                                  |

| Arbitro: | Mori |

|                |           |  |
| Scamos Toscani | Marcatori |  |

| Arbitro: | Griggi |

|                 |           |                |
| Turconi Mantero | Marcatori | Scamos Varutto |

| Arbitro: | Griggi |

|                 |           |  |
| Rossi (autogol) | Marcatori |  |

| Arbitro: | Canepa |

|              |           |  |
| Persi Petris | Marcatori |  |

| Prato 10 giugno 1956 34º Giornata | Prato       | 0 – 0 | B.P.D. Colleferro | Stadio Lungobisenzio\| Arbitro: \| De Gregorio \| |
| Arbitro:                          | De Gregorio |       |                   |                                                   |

### Spareggio
| Arbitro: | Piemonte |

|         |           |  |
| Gei 42’ | Marcatori |  |

## Statistiche di squadra
| Competizione | Punti | In casa | In casa | In casa | In casa | In casa | In casa | In trasferta | In trasferta | In trasferta | In trasferta | In trasferta | In trasferta | Totale | Totale | Totale | Totale | Totale | Totale | DR |
| Competizione | Punti | G       | V       | N       | P       | Gf      | Gs      | G            | V            | N            | P            | Gf           | Gs           | G      | V      | N      | P      | Gf     | Gs     | DR |
| ------------ | ----- | ------- | ------- | ------- | ------- | ------- | ------- | ------------ | ------------ | ------------ | ------------ | ------------ | ------------ | ------ | ------ | ------ | ------ | ------ | ------ | -- |
| Serie C      | 39    | 17      | 6       | 9       | 2       | 17      | 10      | 17           | 2            | 6            | 9            | 13           | 27           | 34     | 8      | 15     | 11     | 30     | 37     | -7 |

### Andamento in campionato
| Giornata  | 1  | 2  | 3  | 4  | 5  | 6  | 7  | 8  | 9  | 10 | 11 | 12 | 13 | 14 | 15 | 16 | 17 | 18 | 19 | 20 | 21 | 22 | 23 | 24 | 25 | 26 | 27 | 28 | 29 | 30 | 31 | 32 | 33 | 34 |
| --------- | -- | -- | -- | -- | -- | -- | -- | -- | -- | -- | -- | -- | -- | -- | -- | -- | -- | -- | -- | -- | -- | -- | -- | -- | -- | -- | -- | -- | -- | -- | -- | -- | -- | -- |
| Luogo     | C  | C  | T  | T  | C  | T  | C  | C  | T  | T  | C  | T  | T  | C  | T  | C  | C  | T  | T  | C  | C  | T  | C  | T  | T  | C  | C  | T  | C  | C  | T  | C  | T  | T  |
| Risultato | N  | N  | P  | N  | N  | P  | P  | N  | P  | P  | V  | N  | P  | N  | P  | N  | N  | V  | P  | V  | V  | P  | P  | N  | N  | N  | V  | V  | N  | V  | N  | V  | P  | N  |
| Posizione | 10 | 11 | 15 | 14 | 14 | 14 | 17 | 17 | 17 | 17 | 17 | 17 | 17 | 17 | 17 | 17 | 17 | 17 | 17 | 16 | 16 | 16 | 17 | 16 | 15 | 16 | 16 | 15 | 14 | 14 | 14 | 14 | 16 | 15 |

Legenda:

Luogo: C = Casa; T = Trasferta. Risultato: V = Vittoria; N = Pareggio; P = Sconfitta.

### Statistiche dei giocatori
| Giocatore       | Serie C  | Serie C |
| Giocatore       | Presenze | Reti    |
| --------------- | -------- | ------- |
| S. Piancastelli | 29       | -26     |
| C. Garzia       | 25       | 0       |
| R. Ricci        | 11       | 0       |
| E. Guarnacci    | 32       | 2       |
| M. Schiuma      | 33       | 0       |
| S. Pellegrini   | 6        | 0       |
| G. Giannone     | 13       | 0       |
| N. Scamos       | 25       | 8       |
| A. Caslini      | 32       | 3       |
| M. Natali       | 17       | 0       |
| P. Biglino      | 33       | 0       |
| S. Brusadin     | 27       | 4       |
| F. Filippi      | 0        | 0       |
| B. Furlan       | 6        | -10     |
| L. Marozza      | 0        | 0       |
| A. Morè         | 0        | 0       |
| F. Mucci        | 0        | 0       |
| M. Muzi         | 0        | 0       |
| B. Quaglia      | 0        | 0       |
| S. Renzetti     | 0        | 0       |
| L. Torri        | 16       | 0       |
| V. Varutto      | 26       | 5       |